# Krageklo
Krageklo (Ononis) er en slægt med ca. 30 arter, der er udbredt i Middelhavsområdet, Mellemøsten og Etiopien samt (med et par arter) i Europa. Det er en- eller flerårige urter eller lave buske, der ofte er forsynet med kirtelhår. Bladene er trekoblede med lancetformede småblade. Blomsterne sidder oftest enkeltvis eller få sammen i bladhjørnerne, men endestillede, klaseagtige eller aksagtige stande findes også. De enkelte blomster er tvekønnede, 5-tallige og uregelmæssige (typiske ærteblomster) med gule, hvidlige, lyserøde eller lilla kronblade. Frugten er en bælg med få til mange frø.

## Arter
I Danmark findes en enkelt art med tre underarter, der tidligere blev betragtet som selvstændige arter:
- Almindelig krageklo (Ononis spinosa)
  - Stinkende krageklo (Ononis spinosa subsp. arvensis)
  - Strandkrageklo (Ononis spinosa subsp. maritima)
  - Markkrageklo (Ononis spinosa subsp. spinosa)

### Andre arter
| - Ononis adenotricha - Ononis alba - Ononis alopecuroides - Ononis avellana - Ononis baetica - Ononis biflora - Ononis cossoniana - Ononis cristata - Ononis euphrasiifolia - Ononis fruticosa - Ononis hirta - Ononis inermis - Ononis mitissima - Ononis natrix | - Ononis officinalis - Ononis ornithopodioides - Ononis pubescens - Ononis pusilla - Ononis reclinata - Ononis rotundifolia - Ononis serrata - Ononis sicula - Ononis speciosa - Ononis subspicata - Ononis tridentata - Ononis vaginalis - Ononis variegata - Ononis viscosa |